# Oranjekaptroepiaal
De oranjekaptroepiaal (Icterus auricapillus) is een zangvogel uit de familie Icteridae (troepialen).

## Verspreiding en leefgebied
Deze soort komt voor in Panama, Colombia en Venezuela.